# Alga calcárea

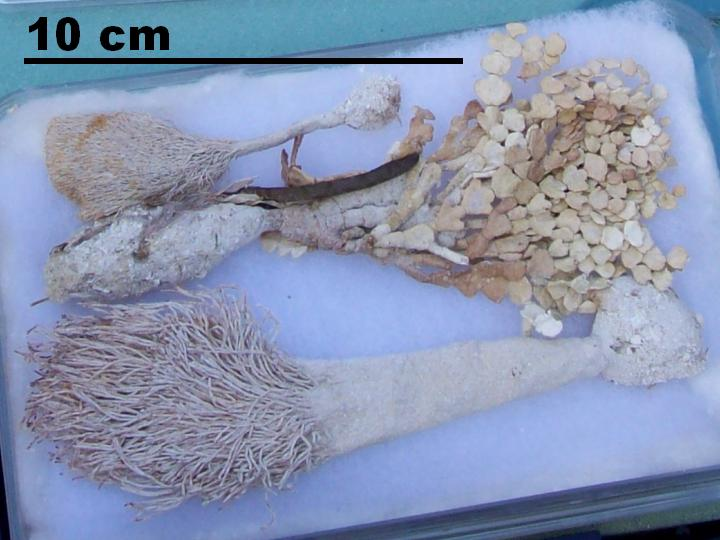
Algas calcáreas pertenecientes a los géneros Halimeda y Penicillus.

Las algas calcáreas son un grupo de organismos sin validez taxonómica que incluye tanto a algas cuyos talos contienen precipitados de carbonato cálcico (CaCO3) como a bioconstrucciones de carbonato cálcico originadas por la acción de algas. Si bien el término incluye a una gran diversidad de organismos, tradicionalmente se suele utilizar para referirse a las algas bentónicas. El término incluye a taxones pertenecientes a los grupos Chlorophyta, Phaeophyceae, Rhodophyta y a las cianobacterias. El mineral que precipita por la acción de las clorófitas suele ser aragonito, mientras que las rodófitas generan calcita magnésica.